# Micrathena guanabara
Micrathena guanabara är en spindelart som beskrevs av Levi 1985. Micrathena guanabara ingår i släktet Micrathena och familjen hjulspindlar. Inga underarter finns listade i Catalogue of Life.